# Station Lage (Lippe)
Station Lage (Lippe) is een spoorwegstation in de Duitse plaats Lage. Het station werd in 1880 geopend. 